# Phúc Sen
Phúc Sen là một xã thuộc huyện Quảng Hòa, tỉnh Cao Bằng, Việt Nam.

## Địa lý
Xã Phúc Sen nằm ở phía tây huyện Quảng Hòa, cách thành phố Cao Bằng khoảng 30 km về phía đông, có vị trí địa lý:
- Phía đông giáp thị trấn Quảng Uyên và xã Chí Thảo
- Phía tây giáp xã Quốc Toản
- Phía nam giáp xã Tự Do
- Phía bắc giáp xã Phi Hải.

Xã Phúc Sen có diện tích 31,40 km², dân số năm 2019 là 4.107 người, mật độ dân số đạt 131 người/km².
Trên địa bàn xã có các ngọn núi như Cốc Càng, Pàn Làu, Ngàm Luộc. Quốc lộ 3 cũng chạy qua địa bàn xã.

## Lịch sử
Địa bàn xã Phúc Sen hiện nay trước đây vốn là hai xã Phúc Sen và Quốc Dân thuộc huyện Quảng Uyên.
Ngày 9 tháng 9 năm 2019, Hội đồng Nhân dân tỉnh Cao Bằng ban hành Nghị quyết số 27/NQ-HĐND về việc sáp nhập một số xóm thuộc hai xã Phúc Sen và Quốc Dân.
Trước khi sáp nhập, xã Phúc Sen có diện tích 12,85 km² dân số là 1.875 người, mật độ dân số đạt 146 người/km², có 5 xóm: Đâư Cọ, Khào, Pắc Rằng, Phia Chang, Tiến Minh. Xã Quốc Dân có diện tích 18,55 km², dân số là 2.232 người, mật độ dân số đạt 120 người/km², có 6 xóm: Đại Tiến, Đoàn Kết, Lũng Dìa Dưới, Lũng Dìa Trên, Quốc Dân, Quốc Tuấn.
Ngày 10 tháng 1 năm 2020, Ủy ban Thường vụ Quốc hội ban hành Nghị quyết số 864/NQ-UBTVQH14 về việc sắp xếp các đơn vị hành chính cấp huyện, cấp xã thuộc tỉnh Cao Bằng (nghị quyết có hiệu lực từ ngày 1 tháng 2 năm 2020). Theo đó, sáp nhập toàn bộ diện tích và dân số của xã Quốc Dân vào xã Phúc Sen.
Ngày 1 tháng 3 năm 2020, huyện Quảng Uyên giải thể để tái lập huyện Quảng Hòa. Xã Phúc Sen thuộc huyện Quảng Hòa như hiện nay.

## Hành chính
Xã Phúc Sen được chia thành 11 xóm: Đại Tiến, Đâư Cọ, Đoàn Kết, Khào, Dìa Dưới, Dìa Trên, Pắc Rằng, Phia Chang, Quốc Dân, Quốc Tuấn, Tiến Minh.

## Văn hóa
Người Nùng (cụ thể là người Nùng An - dân tộc Nùng chia ra làm 13 nhánh nhỏ như Nùng An, Nùng Inh, Nùng Lòi...) chiếm đa số ở xã Phúc Sen.
Người Nùng An ở Phúc Sen có truyền thống ở nhà sàn, hiện nay do quá trình hiện đại hóa đã có một số gia đình làm nhà bằng gạch, nhà tầng, nhà cấp 4, nhưng số lượng nhà vẫn chủ yếu là nhà sàn. Trước đây người dân tự dệt thổ cẩm màu chàm để làm trang phục.
Người Nùng có lễ hội Thanh Minh diễn ra vào ngày mùng 3 tháng 3 âm lịch hàng năm.
Nghề rèn của người Nùng ở xã Phúc Sen đã xuất hiện ở xã Phúc Sen cách đây từ lâu. Nhờ có nghề rèn độc đáo này mà hàng năm lượng khách du lịch đến với xã Phúc Sen tương đối lớn, nâng cao thu nhập cho người dân trên địa bàn xã.